# SN 2001jy
SN 2001jy – supernowa odkryta 12 września 2001 roku w galaktyce A043854-0120. W momencie odkrycia miała maksymalną jasność 21,50m.